# Конголезская национальная конвенция
Конголезская национальная конвенция (фр. Convention Nationale Congolaise, CONACO) — конголезская коалиционная политическая партия 1965 года. Создана Моизом Чомбе для поддержки возглавляемого им правительства. Занимала правые антикоммунистические позиции. Одержала победу на парламентских выборах 1965. Распущена режимом Мобуту.

## Правительство Чомбе
15 января 1963 года был подавлен сепаратистский мятеж в Республике Конго (Леопольдвиль), ликвидировано самопровозглашённое Государство Катанга. Президент Катанги Моиз Чомбе бежал в Испанию.
Однако уже летом следующего года президент Жозеф Касавубу предложил Чомбе возглавить центральное правительство ДРК. Это объяснялось необходимостью политической стабилизации, поскольку Чомбе располагал многочисленными вооружёнными сторонниками, широкой политической поддержкой и международными связями.

## Политическая предыстория партии
10 июля 1964 года Моиз Чомбе был назначен премьер-министром Конго. В следующие месяцы правительство Чомбе разгромило леворадикальное Восстание Симба, поднятое сторонниками Патриса Лумумбы. На весну 1965 года были назначены парламентские выборы. Встал вопрос о политической структуре, выступающей с позиций правительства.
В 1958—1963 Моиз Чомбе возглавлял правую партию CONAKAT, занимавшую прозападные антикоммунистические позиции. Однако CONAKAT была регионалистской партией. Её главным программным требованием являлась автономия, потом независимость провинции Катанга. Правительство Чомбе предоставило провинциям широкие права самоуправления. Но для политической опоры требовалась общенациональная организация.

## Партия поддержки Чомбе
Такой организацией стала Конголезская национальная конвенция (CONACO), учреждённая 20 февраля 1965. Первоначально это была коалиция из 49 партий прозападного, консервативно-националистического либо праволиберального толка. Важную роль сыграли этнорегиональные структуры племенных вождей. Кроме того, в союзе с CONACO выступала CONAKAT. Общей платформой являлась поддержка Моиза Чомбе и его правительства.
Постепенно CONACO преобразовывалась из политического блока в единую политическую партию. Лидером CONACO являлся Моиз Чомбе, его ближайшим соратником — Годфруа Мунонго. Ведущие деятели CONACO происходили из CONAKAT и сепаратистского руководства Катанги. Идеология и программа партии воспроизводила установки CONAKAT в общеконголезском масштабе.
В выборах марта-апреля 1965 года участвовали более 220 партий. Организации CONACO получили наибольшую поддержку — от 80 до 122 мандатов из 167. Разночтения объясняются сложными отношениями между организациями-участниками, некоторые из которых то подтверждали, то опровергали принадлежность к коалиции. Многие депутаты быстро перешли из CONACO в оппозиционные партии. Кроме того, существовали подозрения относительно фальсификаций в некоторых округах. Но в целом электоральная победа CONACO не вызывала сомнений.

## Отстранение от власти
Президент Касавубу был негативно настроен к Чомбе, в котором обоснованно видел опасного конкурента в борьбе за власть. В октябре Касавубу отстранил Чомбе от руководства правительством и назначил премьер-министром Эвариста Кимбу (хотя возглавляемый Кимбой Конголезский демократический фронт имел в парламенте лишь 10 депутатов). Начинался жёсткий политический конфликт, прерванный государственным переворотом и приходом к власти генерала Мобуту в ноябре 1965 года.
При режиме Мобуту сторонники Чомбе подверглись преследованиям, сам он вновь вынужден был эмигрировать. CONACO была фактически запрещена. Лояльные к Мобуту элементы с 1967 интегрировались в однопартийную систему Народного движения революции.